# Ibolya Oláh
Ibolya Oláh (ur. 31 stycznia 1978 w Nyíregyházie) – węgierska wokalistka i autorka piosenek.

## Życiorys

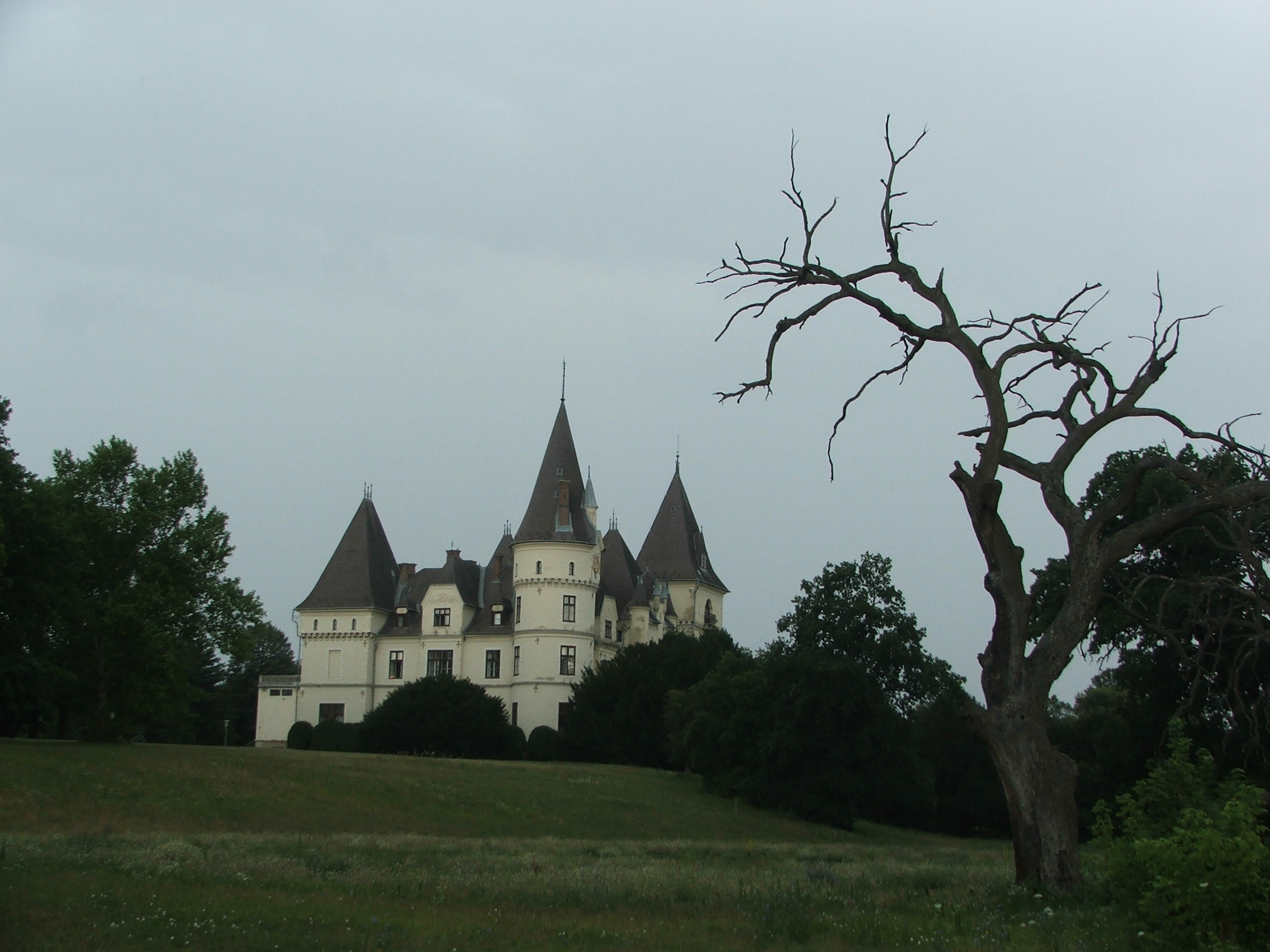
Były dom dziecka Ibolyi Oláh, pałac Andrássych w Tiszadob

Urodziła się w rodzinie cygańskiej. Kiedy rodzice się jej zrzekli, trafiła do domu małego dziecka, a potem zakładzie wychowawczym w Tiszadob uzyskała kwalifikacje zawodowe hodowcy warzyw i ziół. Z własnej motywacji zaczęła śpiewać i grać na gitarze. Uczyła się również w jednej z budapeszteńskich szkół muzycznych, ale ją porzuciła. Kilkukrotnie bez powodzenia brała udział w konkursach piosenkarskich, aż w końcu osiągnęła przełomowy sukces w edycji 2003–2004 programu Megasztár na węgierskim kanale TV2, zajmując drugie miejsce. 5.06.2004 wystąpiła przed czterystotysięczną publicznością na bezpłatnej budapeszteńskiej imprezie, na której wystąpił również Sting. 19 sierpnia 2005, w dniu Św. Stefana, otrzymała Ministerialny Dyplom Uznania od ministra kultury Andrása Bozókiego. Wieczorem 20 sierpnia 2005 zaśpiewała piosenkę Magyarország (Węgry) (René Dupéré – Péter Geszti), jako uwerturę oficjalnych obchodów państwowego święta.
Wystąpiła również w Brukseli w budynku Parlamentu Europejskiego oraz w Holandii.
W listopadzie 2011 oświadczyła przed publicznością, że jest lesbijką.
We wrześniu 2013 r. przyłączyła się do blues-rockowego zespołu Karmapirin z Nyíregyházy. Współpraca była jednak krótkotrwała.
W 2014 r. piosenkarka przeszła z piosenką 1 percig sztár przez pierwszy stopień eliminacji konkursu Dal 2014 przed Konkursem Piosenki Eurowizji 2014.
Karierę muzyczną Ibolyi Oláh inspirowały takie zespoły i wykonawcy jak Linda Perry, Alanis Morissette, Pink, Ildikó Keresztes, Guns N’ Roses, Rolling Stones, Aerosmith i Queen.

## Dyskografia

### Płyty solowe
| Év   | Album                                                                         | Najwyższe miejsce                | Certyfikat        |
| Év   | Album                                                                         | MAHASZ Top 40 albumy i składanki | Certyfikat        |
| ---- | ----------------------------------------------------------------------------- | -------------------------------- | ----------------- |
| 2004 | Egy sima, egy fordított - 1 album studyjny - Ukazała się: 5 października 2004 | 1                                | - Platynowa płyta |
| 2005 | Édes méreg - 2 album studyjny - Ukazała się: 18 listopada 2005                | 2                                | - Platynowa płyta |
| 2010 | El merem mondani - 3 album studyjny - Ukazała się: 26 lutego 2010             | 4                                |                   |
| 2011 | Nézz vissza - 1 składanka - Ukazała się: 24 listopada 2011                    | –                                |                   |

### Miejsca na listach przebojów
| Rok                | Utwór                                                 | Najwyższa pozycja | Najwyższa pozycja      | Najwyższa pozycja    | Najwyższa pozycja   | Najwyższa pozycja            | Najwyższa pozycja | Album                   |
| Rok                | Utwór                                                 | VIVA Chart        | MAHASZ Editors' Choice | MAHASZ Rádiós Top 40 | MAHASZ Dance Top 40 | MAHASZ Single (track) Top 10 | EURO 200          | Album                   |
| ------------------ | ----------------------------------------------------- | ----------------- | ---------------------- | -------------------- | ------------------- | ---------------------------- | ----------------- | ----------------------- |
| 2004               | Nem kell                                              | ?                 | 21                     | 20                   |                     |                              |                   | Egy sima, egy fordított |
| 2005               | Magyarország                                          | ?                 | 5                      | 2                    |                     |                              | 124               | Édes méreg              |
| 2005               | Édes méreg                                            | ?                 |                        | 12                   |                     |                              |                   | Édes méreg              |
| 2006               | Nézz vissza                                           | ?                 |                        | 24                   |                     |                              |                   | Édes méreg              |
| 2006               | Valamit valamiért feat. Roy & Ádám                    | ?                 |                        | 27                   |                     |                              |                   | Édes méreg              |
| 2008               | Egy elfelejtett dal (feat.) Zsuzsa Cserháti & Caramel | –                 |                        | 13                   |                     |                              |                   |                         |
| 2010               | Ritmus                                                |                   | 36                     | 4                    |                     |                              |                   | El merem mondani        |
| 2010               | Baby                                                  |                   |                        | 8                    |                     |                              |                   | El merem mondani        |
|                    |                                                       | Zestawienie       |                        |                      |                     |                              |                   |                         |
| Utwory z 1 miejsca |                                                       |                   |                        |                      |                     |                              |                   |                         |
| Top 10             | Top 10                                                |                   | 1                      | 2                    |                     |                              |                   |                         |
| Top 40             | Top 40                                                |                   | 3                      | 7                    |                     |                              |                   |                         |

### Współpraca
| Rok  | Album                                                           | Utwór |
| ---- | --------------------------------------------------------------- | --- |
| 2004 | Autor muzyki 4 – Gábor Presser legszínházibb dalai              | Jó estét nyár jó estét szerelem |
| 2004 | Best of Megasztár                                               | Ez itt az én hazám |
| 2004 | Megasztár                                                       | Csillagdal, What’s up? |
| 2004 | Miskolci Boni és Klájd film                                     | utwór filmowy: Én nem tudom mit hoz a holnap                                                                                       |
| 2005 | Roy & Ádám: album Fullánk                                       | Valamit valamiért |
| 2005 | Vallomás – Legszebb szerelmes dalok                             | A szerelemnek múlnia kell |
| 2005 | Bravissimó – Najpopularniejsze utwory 2005                      | Valamit valamiért |
| 2005 | Dániel Varró – Gábor Presser: Túl a Maszat-hegyen               | Átok ül a kis váramon |
| 2006 | György G.Dénes – Emlékgála                                      | Hamvadó cigarettavég, Tedd boldoggá                                                                                                |
| 2006 | Nagy duett lemez                                                | Valamit valamiért |
| 2006 | Now.hu 6 – A legfrissebb hazai                                  | Magyarország |
| 2006 | Now.hu 8 – A legfrissebb hazai                                  | Édes méreg |
| 2006 | A 2006-os év legjobb magyar slágerei I.(Oláh Ibolyától Zsédáig) | Édes méreg, Magyarország |
| 2006 | Pop – A Legjobbaktól                                            | Édes méreg |
| 2006 | Rock – A Legjobbaktól                                           | A hiba |
| 2007 | Megasztár All Star                                              | Csillagdal, Hazám |
| 2007 | Dívák                                                           | Édes méreg |
| 2007 | Lányok film                                                     | utwór filmowy: Innen vigyél el |
| 2007 | Autor tekstu i muzyki 5 – Gábor Presser                         | Talállj már rám, Ibolyavirág |
| 2007 | Aida – Musical az örök szerelemről                              | A múlt távolba tűnt világ, Ismeretlen ismerős, Az ég áld Núbia, Könnyű, Bonyolult élet (reprise), Megszűnik a tér s idő (epilógus) |
| 2007 | Összetört szárnyak                                              | Egy elfelejtett dal – Cserháti, Caramell, Ibolya – wspólnie                                                                        |
| 2008 | Casting minden CD                                               | Volt egyszer egy lány, El kell hogy engedj                                                                                         |
| 2008 | Megasztár parádé – A legsikeresebb dalok a legenda kezdetétől   | Hazám |
| 2008 | Aroma – A legjobb hazai roma előadók slágerei egy lemezen       | Hazám |
| 2008 | Casting minden film DVD                                         | Volt egyszer egy lány, El kell hogy engedj                                                                                         |
| 2009 | Dívák és szerelmek                                              | A szerelemnek múlnia kell |
| 2009 | Best Of A Zene                                                  | Édes méreg |
| 2010 | Úgy szeretném meghálálni                                        | Ki nem volt soha még szomorú |
| 2010 | Bravissimo 2010 (składanka)                                     | Ritmus |
| 2010 | Iván Szenes: Hosszú az a nap                                    | Hosszú az a nap, Lehet, hogy túlságosan szerettelek, Ott fogsz majd sírni, Ki nem volt soha még                                    |
| 2010 | Miklós Szurdi:Casino – serial                                   | utwór tytułowy: Duet z Adrienem Fehérem                                                                                            |
| 2011 | Fecó Balázs: 60 – Csak az évek múltak el. CD+DVD                | Kölykök a hátsó udvarból (Duet z Fecó Balázsem)                                                                                    |
| 2014 | A Dal 2014 – najlepsza 30                                       | 1 percig sztár |

## Wideoklipy
- 25 października 2004 Nem kell
- 13 listopada 2005 Magyarország
- 1 grudnia 2011 Még Utoljára

## Rola teatralna
Liczba premier w Teatralnej Bazie Danych (Színházi Adattár): 1.
| Sztuka | Rola                       | Teatr              | Premiera      | Źródło |
| ------ | -------------------------- | ------------------ | ------------- | ------ |
| Aida   | Aida, etiopska księżniczka | Vörösmarty Színház | 27 lipca 2007 | [ 2 ]  |

## Rola filmowa
- 2008: Péter Tímár: Casting minden

## Wyróżnienia
- 1998 – Kifutó II. miejsce
- 2004 – Megasztár II. miejsce
- 2004 – Esélyegyenlőségi díj (Nagroda równych szans)
- 2004 – Rádió1 Megasztár nagroda specjalna
- 2004 – srebrny medal pamiątkowy zgromadzenia komitatu Szabolcs
- 2004 – nagroda artystyczna Gundela
- 2004 – Tiszadobért Gyűrű (Pierścień za zasługi dla Tiszadob)
- 2004 – Story értékdíj (nagroda rzeczowa)
- 2005 – Polgárjog-díj (nagroda praw obywatelskich) (nie przyjęła)
- 2005 – węgierska wersja VIVA Comet Awards – wyróżnienie w kategorii „Najlepsza piosenkarka”
- 2005 – Dyplom uznania ministra[3]
- 2006. – Fonogram díj – wyróżnienie w kategorii „Płyta roku”
- 2010. – Kornay Mariann – nagroda artystyczna
- Wiele złotych, platynowych i podwójnych platynowych płyt[4]

## Publikacje
- Oláh Ibolya naplója Anyácskától 2004. október 18.
- Aczél Gergő: Megasztár könyv
- A Napló-titok 2005. november „Tiszadobtól Brüsszelig” (Hadas Kriszta)
- Arató András: Arcnovellák
- Kardos Genovéva: Sikeresek, határok nélkül 2008. november 13.

## Kariera piłkarska
W sezonie 2005–2006 brała udział, jako początkująca zawodniczka w pierwszym składzie MTK, w mistrzostwach Węgier w piłce nożnej kobiet, stając się w ten sposób członkiem „srebrnego” zespołu.
Mecze
- 30 października 2005 – Angyalföldi SI – MTK 0–7[5]
- 5 listopada 2005 – MTK – Debreceni VSC NLS 6–0[6]